# Milk River (Goat River)
Der Milk River ist ein 33 km langer rechter Nebenfluss des Goat River in der kanadischen Provinz British Columbia.

## Flusslauf
Der Milk River hat seinen Ursprung in den nördlich-zentralen Cariboo Mountains. Er wird am Nordhang des 2623 m hohen Raigad Peak von einem Gletscher gespeist. Der Milk River strömt anfangs nach Nordwesten und wendet sich allmählich nach Norden. Er mündet schließlich in den Goat River, 18 km oberhalb dessen Mündung in den Oberlauf des Fraser River.
Das Einzugsgebiet des Milk River umfasst etwa 190 km². 